# Notothylas himalayensis
Notothylas himalayensis là một loài rêu trong họ Notothyladaceae. Loài này được Udar & D.K. Singh mô tả khoa học đầu tiên năm 1981.